# Estación de Olten
La estación de Olten es la principal estación ferroviaria de la comuna suiza de Olten, en el Cantón de Soleura.

## Historia, situación y cifras
La estación de Olten fue abierta en el año 1856.
Es uno de los mayores nudos ferroviarios de toda la red suiza, lo que la convierte en un importante punto de transbordo para los diferentes viajeros que necesitan utilizar más de un tren para llegar a su destino final.
Aunque la comuna de Olten tiene poco más de 17000 habitantes, la estación acoge diariamente unos 80.000 pasajeros, y por ella pasan unos 1100 trenes diarios, siendo por ello una de las más usadas de toda Suiza.

## Servicios ferroviarios
La mayor parte de los trenes son operados por los SBB-CFF-FFS, pero algunos servicios internacionales son prestados por DB.

### SBB-CFF-FFS

#### Larga distancia
- EC Basilea SBB - Olten - Lucerna - Arth-Goldau - Bellinzona - Lugano - Chiasso - Como San Giovanni - Milán. Un único tren diario por sentido.

- EC Basilea SBB - Olten - Berna - Thun - Spiez - Visp - Brig - Domodossola - Stresa - Milán. Hay tres servicios diarios por dirección.

- ICN San Galo - Gossau - Wil - Winterthur - Zúrich-Aeropuerto - Zúrich - Aarau - Olten - Soleura - Biel/Bienne - Neuchâtel - Yverdon-les-Bains - Lausana/Morges - Nyon - Ginebra-Cornavin - Ginebra-Aeropuerto. Servicios cada hora en cada sentido. Tanto a Ginebra-Cornavin y Ginebra-Aeropuerto como a Lausana, los trenes llegan cada dos horas, ya que aunque en el tramo común San Galo - Yverdon-les-Bains circulan cada hora, a partir de esta última, un tren circula a Lausana, y a la siguiente hora, en vez de continuar hacia Lausana, se dirige hacia Ginebra-Aeropuerto.

- ICN Basilea SBB - Olten - Lucerna - Arth-Goldau - Bellinzona - Lugano.

- IC Basilea SBB - Liestal - Olten - Berna  - Thun - Spiez - Interlaken-West - Interlaken-Ost.

- IC Basilea SBB - Olten - Berna - Thun - Spiez - Visp - Brig (- Domodossola). Servicios cada dos horas. Algunos trenes continúan hasta la ciudad italiana de Domodossola.

- IC Berna - Olten - Zúrich - Winterthur - San Galo/Romanshorn. Circulaciones esporádicas a primera hora de la mañana.

- IR Basilea SBB - Olten - Lucerna - Arth-Goldau - Schwyz - Brunnen - Flüelen - Erstfeld - Göschenen - Airolo - Faido - Biasca - Bellinzona - Cadenazzo - Locarno.

- IR Basilea SBB - Liestal - Sissach - Gelterkinden - Olten - Zofingen - Sursee - Lucerna.

- IR Biel/Bienne - Grenchen Süd - Soleura - Oensingen - Olten - Zúrich - Zúrich-Aeropuerto - Winterthur - Frauenfeld - Weinfelden - Kreuzlingen - Constanza. Trenes cada hora por dirección.
- IR Berna - Burgdorf - Herzogenbuchsee - Langenthal - Olten - Zúrich - Bülach - Neuhausen - Schaffhausen.

- IR Berna - Olten - Aarau - Brugg - Baden - Zúrich.

- IR Berna - Burgdorf - Herzogenbuchsee - Langenthal - Olten.

#### Regional
- RE Olten - Aarau - Brugg – Baden - Wettingen.

- RE Olten -Zofingen - Sursee – Lucerna.

- RE Olten – Burgdorf – Berna.

- R Olten – Soleura – Biel/Bienne.

- R Olten – Soleura – Langendorf (– †Oberdorf).

#### S-Bahn
A la estación de Olten llegan tres redes de S-Bahn: S-Bahn Argovia, S-Bahn Basilea y S-Bahn Lucerna.
S-Bahn Basilea
- S 3 Porrentruy – Delémont – Laufen – Basel Dreispitz – Basel SBB – Liestal – Sissach – Olten
- S 9 Sissach – Läufelfingen – Olten  (frecuencia horaria)

S-Bahn Argovia
- S 23 Langenthal – Olten – Aarau – Lenzburg - Brugg – Baden. S-Bahn Argovia.
- S 29 Langenthal – Olten – Aarau – Wildegg – Brugg – Turgi.

### DB
Los Ferrocarriles Alemanes (DB) tienen presencia en Olten puesto que explotan varias rutas con destino a Alemania, prestadas por su tren insignia, el ICE:
- ICE Interlaken-Ost - Interlaken-West - Spiez - Thun - Berna - Olten - Basilea SBB - Friburgo de Brisgovia - Mannheim - Fráncfort - Berlín. Tiene tres frecuencias por día y sentido.

- ICE Interlaken-Ost - Interlaken-West - Spiez - Thun - Berna - Olten - Basilea SBB - Friburgo de Brisgovia - Mannheim - Fráncfort - Hamburgo. Cuenta con una salida diaria por sentido.